# Давлеткулово 1-е
Давлетку́лово 1-е (баш. Дәүләтҡол) — деревня в Кугарчинском районе Республики Башкортостан Российской Федерации. Входит в состав Кугарчинского сельсовета.

## География

### Географическое положение
Расстояние до:
- районного центра (Мраково): 37 км,
- центра сельсовета (Кугарчи): 2 км,
- ближайшей ж/д станции (Тюльган): 63 км.

## Население
| 2002 | 2009 | 2010 |
| ---- | ---- | ---- |
| 79   | ↘70  | ↗75  |

### Национальный состав
Согласно переписи 2002 года, преобладающая национальность — чуваши (76 %).